# Aris Alexandrou
Œuvres principales
La Caisse
Aris Alexandrou (en grec moderne : Άρης Αλεξάνδρου), de son vrai nom Aristotelis Vassiliadis (Αριστοτέλης Βασιλειάδης ; né à Pétrograd le 24 novembre 1922 et mort à Paris le 2 juillet 1978) est un écrivain et traducteur grec, principalement connu pour son unique roman La Caisse.

## La Caisse
L'unique roman d'Aris Alexandrou, composé entre 1966 et 1972, est paru en Grèce en 1974.

### Résumé
Le roman prend la forme d'une suite de dix-huit lettres, datées du 27 septembre au 15 novembre 1949, adressées au juge d'instruction chargé de son affaire par un prisonnier, qui reçoit chaque jour quelques feuillets pour écrire sa déposition ; le gardien emporte les feuilles écrites chaque jour, mais le prisonnier ne reçoit jamais de réponse. Au cours de la guerre civile grecque le narrateur est choisi pour participer, avec une trentaine de camarades, à une mission-suicide organisée par le parti communiste : les hommes doivent apporter de la ville de N. à la ville de K. une caisse fermée, dont le contenu leur est inconnu. De la réussite de leur mission dépend entièrement l'issue de la guerre contre les forces gouvernementales.
Dès son arrivée à N., le narrateur reçoit, avec les autres membres choisis pour la mission, un entraînement militaire spécial déguisé en entraînement de football. Dans cette ville occupée par les forces communistes, la suspicion est partout et les exécutions pour l'exemple fréquentes. Mais enfin l'expédition part ; la progression est difficile : le Commandement impose un parcours plein de détours, des attaques et de nombreux accidents se produisent, les blessés sont exécutés, si bien que le narrateur se retrouve bientôt seul pour apporter la caisse à K.

### Analyse
Alexandrou utilise son expérience pour décrire une vie coincée entre un communisme intransigeant et une dictature étouffante, qui créent l'un comme l'autre un monde militarisé où fleurissent les prisons. Le Parti communiste déshumanise ses adhérents en les soumettant à une logique hiérarchique suicidaire : « la discipline de fer [...] rend [les hommes] indifférents à leur propre mort autant qu’à celle des autres. »
Le récit est pourtant loin d'être linéaire : les retours en arrière sont fréquents, y compris pour conter des événements datant de l'Occupation et sans rapport clair avec l'opération Caisse. Ces reprises de détails antérieurs au fil de l'histoire sont l'occasion pour le narrateur de retoucher son récit en y ajoutant des détails, en y incluant des épisodes qui avaient été omis, mais aussi en donnant une nouvelle version de certains événements et en infirmant clairement ce qu'il avait mis précédemment sur le papier. Il est donc bien difficile pour le lecteur de savoir si la confession représente un « plaidoyer sincère [ou un] réquisitoire ironique. »

## Œuvre poétique
- Ακόμη τούτη η άνοιξη / Akómi toúti i ánixi (1946)
- Η Άγονος Γραμμή / I Ághonos Ghrammí (1952)
- Ευθύτης Οδών / Efthítis odhón (Voies sans détours, 1959)